# Zygothrica antedispar
Zygothrica antedispar är en tvåvingeart som beskrevs av David Grimaldi 1987. Zygothrica antedispar ingår i släktet Zygothrica och familjen daggflugor. Inga underarter finns listade i Catalogue of Life.